# Ante Brkić (Schachspieler)
Ante Brkić (* 31. März 1988 in Stari Mikanovci, SR Kroatien, SFR Jugoslawien) ist ein kroatischer Schachspieler.

## Erfolge
Im August 2003 wurde er Internationaler Meister. Die Normen hierfür erzielte er zwischen August 2001 und März 2003 bei vier Turnieren (in Vukovar, im kroatischen Bobota, Bled und Subotica). Seit Januar 2007 ist er Großmeister. Die Normen hierfür erreichte er im Januar 2005 beim A Open in Bošnjaci, im Juli 2005 bei der Einzeleuropameisterschaft in Warschau und im Juni 2006 bei der bosnischen Mannschaftsmeisterschaft. Im Januar 2015 liegt er auf dem dritten Platz der kroatischen Elo-Rangliste.
Er gewann im Januar 2011 in Marija Bistrica die kroatische Einzelmeisterschaft 2010 vor Ivan Šarić.
Mit seiner höchsten Elo-Zahl von 2645 lag er im Juni 2024 hinter Ivan Šarić auf dem zweiten Platz der kroatischen Elo-Rangliste.
| Die zur Anzeige dieser Grafik verwendete Erweiterung wurde dauerhaft deaktiviert. Wir arbeiten aktuell daran, diese und weitere betroffene Grafiken auf ein neues Format umzustellen. (Mehr dazu) |

## Nationalmannschaft
Fünfmal nahm er mit der kroatischen Nationalmannschaft am Mitropa-Cup teil (2002 bis 2006), wobei er mit der Mannschaft einmal diesen Wettbewerb gewinnen konnte (2004 beim Zemplínska šírava), einmal Mannschaftszweiter wurde (2005 in Steinbrunn, mit einer individuellen Goldmedaille für sein Ergebnis von 6,5 aus 9 am dritten Brett) und einmal Dritter (2006 in Brünn, mit einer individuellen Goldmedaille für sein Ergebnis von 7 aus 9 am zweiten Brett, Elo-Leistung 2675). Sechsmal spielte er für Kroatien auf Schacholympiaden, 2004, 2006, 2012, 2016, 2018 und 2022, mit einem Gesamtergebnis von 25 aus 44 und siebenmal bei Mannschaftseuropameisterschaften, 2007, 2011, 2013, 2015, 2019, 2021 und 2023, mit einem Gesamtergebnis von 24,5 aus 50.

## Vereine
Vereinsschach spielte er in Kroatien als Jugendlicher beim ŠK Šokadija Stari Mikanovci, später für Djuro Pilar aus Slavonski Brod, den ŠK Vinkovci, die Djuro Djacović-Holding Slavonski Brod und HAŠK Mladost Zagreb. In der bosnischen 1. Liga (Premijer Liga) spielt er für den ŠK Široki Brijeg, mit dem er 2012 in Pale und 2014 in Neum die Mannschaftsmeisterschaft gewann sowie 2006, 2008 und 2012 am European Club Cup teilnahm. In der slowenischen 1. Liga spielt er für den ŽŠK Maribor, in der österreichischen Schachbundesliga in der Saison 2008/09 und erneut seit der Saison 2016/17 für den SK ASVÖ St.Veit/Glan. In der ungarischen Mannschaftsmeisterschaft spielt Brkić seit 2017 für Pénzügyőr Sport Egyesület. In der deutschen Schachbundesliga spielt seit der Saison 2022/23 für den SK Kirchweyhe.